# ニュー・キッズ・オン・ザ・ブロック
ニュー・キッズ・オン・ザ・ブロック（New Kids On The Block、略してNKOTBとする場合もある）は、アメリカ合衆国マサチューセッツ州出身の5人組ボーイ・バンド。モーリス・スターによって1984年に結成され、1994年に解散した。代表曲に「ユー・ゴット・イット (ライト・スタッフ)」、ビルボードの全米シングルチャート第1位に輝いた「ハンギン・タフ」「ステップ・バイ・ステップ」などがある。2008年4月4日、正式に再結成を発表。新しいスタジオアルバムのリリースとワールドツアーを行った。

## メンバー
- ドニー・ウォルバーグ：1969年8月17日生まれ。解散後は俳優へ転身、映画やTVドラマに出演していた。
- ダニー・ウッド：1969年5月14日生まれ。解散後はプロデュース業を行うかたわら、2003年よりソロシンガーとしても活動。
- ジョー・マッキンタイア：1972年12月31日生まれ。1999年にソロデビュー、TVや舞台にも出演している。
- ジョーダン・ナイト：1970年5月17日生まれ。ジョーと同じく1999年にソロデビュー。
- ジョナサン・ナイト：1968年11月29日生まれ。ジョーダンの実兄。解散後はショウビズ界を離れ不動産開発業を営んでいた。

### 旧メンバー
- マーク・ウォールバーグ：1971年6月5日生まれ。前身グループであるナヌークに一時在籍し、1989年には兄ドニーのプロデュースによりマーキー・マーク&ザ・ファンキー・バンチを結成。同グループ解散後は映画俳優として活動している。
- ジェイミー・ケリー：ナヌーク時代のメンバー。

## 略歴

### 結成からデビューまで
1980年代初めに黒人R&Bグループニュー・エディションを発掘したプロデューサーのモーリス・スターは、白人版ニュー・エディションの結成を思いつく。歌って踊れる白人の子供を捜して地元ボストンの学校やタレントショウをまわり、1984年に15歳のドニー・ウォールバーグに出会う。その場でドニーはスターにラップを披露し、グループ最初のメンバーとなった。ドニーの友人であるジェイミー・ケリー、14歳のジョーダン・ナイト、兄の16歳のジョナサン・ナイト、15歳のダニー・ウッドもグループに参加し、学校が終わるとスターのスタジオに集まり歌と踊りのレッスンに励んだ。当初ドニーの弟のマークも参加していたがすぐに脱退、ジェイミーも学業専念を理由に数ヶ月で脱退したため、スターは新しいメンバーを探すこととなった。12歳のジョー・マッキンタイアが参加、ナヌーク(Nynuk)というグループ名で学校やイベント等でパフォーマンスを行うようになった。やがてスターはコロムビア・レコードにグループを売り込み、契約に成功する。しかしグループ名を変更するように言われ、ドニーが書いたラップ曲のタイトル「New Kids On The Block」をグループ名とすることとなった。

### 成功
1986年4月にデビューアルバム「New Kids On The Block」をリリースするが、セールスは失敗に終わる。グループはショッピングモールやクラブなどでの下積みを続けながら、次のアルバム制作に取り掛かる。1988年2月にセカンドアルバム「Hangin' Tough」をリリース。あるラジオ局がファーストシングル「Please Don't Go Girl」を取り上げ、ラジオで流し続けたことにより人気が出始める。同じ頃、ニューヨークのアポロ・シアターでパフォーマンスを行い大成功を収める。その後、当時人気のあった歌手ティファニーの全米ツアーの前座を務めたことにより人気が爆発、ツアー途中でグループがメインアクトになり、ティファニーが前座になるという事態まで起こった。また、メンバーのジョナサン・ナイトはティファニーと交際を開始したことが相乗効果となり、セカンドシングル「You Got It (The Right Stuff)」は全米チャート3位、続く「I'll Be Loving You (Forever)」「Hangin' Tough」は1位を記録。第16回アメリカン・ミュージック・アワードでは、最優秀ポップ・ロック・アルバム、最優秀ポップ・ロック・グループの2冠を達成した。

### バッシング
1990年5月にはサードアルバム「Step By Step」をリリース、同名のファーストシングルも1位を記録する。ファンクラブの会員は全世界で10万人以上、一日に届くファンレターは3000通を数えた。チャリティ等へも積極的に参加、No Drug/Stay School などのメッセージを掲げ十代のロールモデルをはたす一方で、あまりのファンの過熱ぶりやマスメディアへの露出過多、大企業によるツアーのスポンサーシップなどから、批判の声も聞かれるようになった。1991年頃よりグループはアメリカでのツアーを控えてヨーロッパやアジアでのワールドツアーを行った。また、メンバーのドニーが弟のグループをプロデュースするなど、グループ以外の活動も行うようになった。同時期に松田聖子のシングル「THE RIGHT COMBINATION」へ参加。ドニーがデュエット相手を、他メンバーがバックコーラスを務めている。
1992年初めに約1年ぶりのシングル「イフ・ユー・ゴー・アウェイ (If You Go Away)」をリリースする。同じ頃、かつてのスタッフが「セカンドアルバムの80%はプロデューサーが歌っておりグループが歌っているのは20%にしかすぎない」と発言。初めは取り合わなかったが、マスコミがこれを大きく報道し大騒動となった。そのため、ツアー先のオーストラリアから急遽帰国してArsenio Hall Showに出演、インタビューとパフォーマンスを行い報道を完全に否定した。同年4月、長期にわたるツアーを終了し各自休養に入った。

### 再出発、そして解散
休養後、グループはスタジオに戻り新しいアルバムの制作に取り掛かる。グループ結成以来のプロデューサーと決別し、テディ・ライリーやウォルター・アファナシェフ等にプロデュースを依頼、また各メンバーも積極的に曲作りに参加した。グループ名も「NKOTB」と改め、1994年1月にアルバム「Face The Music」をリリースする。ファーストシングルの「Dirty Dawg」はそれまでの彼らのイメージとはかけ離れた内容で、プロモーションビデオは一部のテレビ局で放映禁止となった。セカンドシングル「Never Let You Go」はチャートにすら入らなかった。それまでに作り上げられたクリーンなアイドルグループのイメージを払拭できず、いわゆるティーンアイドルから大人のアーティストへの移行は失敗した形となった。アルバム発売後、小規模なツアーをアメリカとヨーロッパで行うが、途中でメンバーのジョナサンが脱退、これがきっかけとなり1994年6月にグループは解散した。

### 再結成の試み
1999年にMTVがMTVビデオ・ミュージック・アワードでの再結成パフォーマンスを、2001年にはVH1の番組Band Reunitedが一夜限りの再結成を依頼するが、グループによる自発的な再結成ではないため実現しなかった。
2007年12月にファンが所有していたドメインnkotb.comを譲り受け、2008年1月26日にグループのオフィシャルサイトがオープン。同日、ピープル誌がグループの再結成を報じる。
2008年4月4日、NBCのToday Showに5人揃って出演し再結成を発表した。2008年5月13日に先行シングル「Summertime」、9月2日にアルバム「The Block」をリリース。
2014年10月9日、ハリウッドの殿堂入りを果たし、ハリウッド・ウォーク・オブ・フェームにて、メンバー全員が参加して星形プレートを埋めこむセレモニーが行われた。
2024年3月、実に11年ぶりの復活となる最新シングル「KIDS」が、YouTube公式チャンネルで先行公開され、最新アルバム『STILL KIDS』を5月17日にリリースすることが発表された。
同年からはポーラ・アブドゥルをスペシャル・ゲストに迎えたマジック・サマー・ツアーを開催。

## ディスコグラフィー

### アルバム
| 年                                        | タイトル              | アルバム詳細                                                                  | チャート最高位 | チャート最高位 | チャート最高位 | チャート最高位 | チャート最高位 | チャート最高位 | チャート最高位 | チャート最高位 | チャート最高位 | チャート最高位 | 認定 |
| 年                                        | タイトル              | アルバム詳細                                                                  | US             | AUS            | AUT            | CAN            | GER            | NLD            | NZ             | SWE            | SWI            | UK             | 認定 |
| ----------------------------------------- | --------------------- | ----------------------------------------------------------------------------- | -------------- | -------------- | -------------- | -------------- | -------------- | -------------- | -------------- | -------------- | -------------- | -------------- | --- |
| 1986                                      | New Kids on the Block | - 発売日: 1986年4月1日 - レーベル: Columbia - 全米売上: 300万枚               | 25             | —              | —              | 17             | —              | —              | —              | —              | —              | 6              | - US: 3× プラチナ - CAN: 3× プラチナ - UK: ゴールド                                                                                 |
| 1988                                      | Hangin' Tough         | - 発売日: 1988年9月6日 - レーベル: Columbia - 全米売上: 800万枚               | 1              | 7              | 8              | 2              | 4              | 33             | 3              | —              | 19             | 2              | - US: 8× プラチナ - AUS: プラチナ - AUT: ゴールド - CAN: ダイヤモンド - GER: ゴールド - UK: 2× プラチナ                             |
| 1990                                      | Step by Step          | - 発売日: 1990年6月5日 - レーベル: Columbia - 全米売上: 300万枚               | 1              | 4              | 6              | 1              | 1              | 11             | 1              | 12             | 8              | 1              | - US: 3× プラチナ - AUS: ゴールド - AUT: プラチナ - CAN: 7× プラチナ - GER: プラチナ - SWE: ゴールド - SWI: プラチナ - UK: プラチナ |
| 1994                                      | Face the Music        | - 発売日: 1994年2月25日 - レーベル: Columbia - 全米売上: 13.8万枚             | 37             | 18             | 38             | 34             | 44             | 72             | —              | 46             | 38             | 36             | |
| 2008                                      | The Block             | - 発売日: 2008年9月2日 - レーベル: Interscope - 全米売上: 33.2万枚            | 2              | 81             | 69             | 1              | 21             | —              | —              | —              | 73             | 16             | - CAN: ゴールド |
| 2013                                      | 10                    | - 発売日: 2013年4月2日 - レーベル: The Block, Boston Five - 全米売上: 4.8万枚 | 6              | 59             | —              | 8              | 45             | 39             | —              | —              | —              | 47             | |
| 2024                                      | Still Kids            | - 発売日: 2024年5月17日                                                       |                |                |                |                |                |                |                |                |                |                | |
| "—"は未発売またはチャート圏外を意味する。 |                       |                                                                               |                |                |                |                |                |                |                |                |                |                | |

## CM
- ソニー・ドデカホーン
- ホンダ・スーパーディオ「Step by Step」

## 来日公演
- No More Games JAPAN TOUR

1991年1月31日・2月1日 東京ドーム、2月3日 大阪城ホール、2月4日名古屋レインボーホール
- No More Games JAPAN TOUR '92

1992年2月20日・21日・22日（昼夜2回）横浜アリーナ、2月24日 名古屋レインボーホール、2月25日 神戸ワールド記念ホール
東京ドーム公演はテレビ朝日で放送された。ワールドツアーでは世界各国でコンサートを行い、メンバー最年少のジョーは家庭教師を同行させていた。
コンサートの他、1988年秋・1989年春・1993年秋にプロモーション等のため来日している。

## その他
アメリカではアニメになり放送され、日本でもビデオが発売された。
原宿の竹下通りに「NEW KIDS STATION」というアンテナショップがあった。そこにはメンバーの親族などが来て握手会が行われた。
1989年のシングル「This One's For The Children」の売り上げは、UCP（全米脳性麻痺協会）に全額寄付された。